# Idioma warrgamay
Warrgamay es una lengua aborigen australiana (Lenguas aborígenes australianas) extinta del noreste de Queensland. Estaba estrechamente relacionado con el idioma dyirbal.
También se conoce como Waragamai, Wargamay, Wargamaygan, Biyay y Warakamai. La región lingüística incluye el área del río Herbert, Ingham, Hawkins Creek, Long Pocket, Herbert Vale, Niagara Vale, Yamanic Creek, Herbert Gorge, Cardwell, Isla Hinchinbrook y el continente adyacente.